# Sant Genís Sacosta
Sant Genís Sacosta és una església d'Amer (Selva) inclosa a l'Inventari del Patrimoni Arquitectònic de Catalunya.

## Descripció
Edifici aïllat d'una sola planta i coberta de doble vessant a laterals situada en un pujol i a tocar d'un còrrec o rierol. Té una sola nau rectangular, capçalera quadrada, una volta interior de canó i un campanar d'espadanya d'arc triangular amb coberta de rajola.
La façana principal, l'única arrebossada, conté un portal d'accés emmarcat de pedra sorrenca i una finestra d'arc de mig punt estreta i llarga sobre la porta d'accés. A la llinda de la porta hi ha una inscripció gravada (DIA 1 DE MAIG DEL ANY 1768) i una decoració vegetal.
Pel que fa a l'interior, està arrebossat i pintat imitant grans blocs de pedra, a excepció del sòcol, d'un metre i monocrom de color gris. Hi ha quatre arcs faixons concentrats en la part més propera al presbiteri. Aquest està a un nivell un pèl superior que la resta del sòl i l'altar encara es conserva, però la llosa de pedra que el coronava corre per terra, fet de rajola. A la fornícula que existeix a la zona de la capçalera hi ha restes de pintura decorativa.
Quant als exteriors, al voltant hi ha alguns recintes i restes de construccions arruïnades. Al sector sud, a tocar el rierol, hi ha un recinte murat i, a tocar l'ermita, un contrafort a l'alçada de la capçalera. Aquest recinte arriba fins a la capçalera. Al sector nord hi ha restes de diverses parets derruïdes, d'un antic edifici adossat a l'ermita, ja que hi ha restes de teules i forats de l'embigat a la paret de l'ermita. A la façana occidental hi ha una finestra, a la part alta, de forma rectangular i allargada verticalment.

## Història
Ermita romànica documentada des del segle xi que fou seu d'una antiga parròquia de l'extrem nord-oest de la vall del Brugent. Sembla que fou agregada a la parròquia d'Amer a principis del segle xv (1410).
Esmentada el 1187 com a possessió del monestir d'Amer. El 1363 fou comprada per la ciutat de Girona per ordre del rei Pere III, i el 1381 fou recuperada per l'Abat d'Amer.
L'ermita fou reconstruïda al segle xviii, que és la base de l'edifici actual, i reformada al principi del segle xx.
El seu estat actual de conservació és dolent. Hi ha una esquerda a l'interior, al sector sud, que va de dalt a baix. L'arrebossat interior està saltant per moments i hi ha un excés d'humitat. L'ermita està abandonada, les façanes estan cobertes d'heures, el sostre s'està caient i l'entorn està embardissat i brut.